# Räuber Hotzenplotz
Der Räuber Hotzenplotz ist eine Figur des Kinderbuchautors Otfried Preußler (1923–2013). Angesiedelt in der Welt des Kasperltheaters, gibt der Räuber den Gegenspieler der beiden Helden Kasperl und Seppel, bis er letztlich zum Guten bekehrt wird. Der erste Roman, Der Räuber Hotzenplotz, erschien 1962. 1969 und 1973 folgten zwei Fortsetzungen (Neues vom Räuber Hotzenplotz und Hotzenplotz 3). 2018 erschien Der Räuber Hotzenplotz und die Mondrakete, eine kürzere Erzählung, die Preußlers Tochter Susanne Preußler-Bitsch auf der Grundlage eines Theaterstücks ihres Vaters aus dem Jahr 1967 verfasste.

## Entstehung
Anfang der 1960er Jahre hatte sich Otfried Preußler monatelang vergeblich mit den ersten Ansätzen zu Krabat beschäftigt. Aus Enttäuschung fasste er den Entschluss, zur Abwechslung etwas Lustiges zu schreiben. Er entschied sich für eine Kasperlgeschichte, in der alle Figuren vorkommen sollten, die zu einem „richtigen“ Kasperlstück gehören: Kasperl, Seppel, die Großmutter, der Räuber, der Polizist (hier trägt er den bayerischen Namen Alois Dimpfelmoser und eine Pickelhaube), der Zauberer (Petrosilius Zwackelmann) und andere. Preußler benannte den Räuber nach einer Stadt (Osoblaha) und einem Fluss (Osobłoga) in Schlesien, die beide den deutschen Namen „Hotzenplotz“ tragen. Dieser Name hatte auf Preußler bereits während seiner Kindheit einen großen Eindruck gemacht und war ihm daher in Erinnerung geblieben. Das Buch erschien am 1. August 1962.
Die erste Geschichte vom Räuber Hotzenplotz fand überwiegend positiven Anklang bei den Lesern. Ursprünglich wollte Preußler nur ein einziges Buch über den Räuber Hotzenplotz schreiben, doch nachdem er von Kindern Anfragen, Bitten und detaillierte Vorschläge für weitere Hotzenplotz-Bücher bekommen hatte, entschloss er sich sieben Jahre nach Erscheinen des ersten Teils, ein weiteres Buch über den Räuber zu verfassen.
Weil der Hund Wasti, den die Witwe Schlotterbeck versehentlich in ein Krokodil verwandelt hatte, am Ende des zweiten Bandes nicht wieder zurückverwandelt wurde, bekam Preußler auch nach dem zweiten Teil wieder Briefe und Postkarten von Lesern. Daraufhin schrieb Otfried Preußler einen weiteren Band, bei dem er genau darauf achtete, keinen offenen Handlungsfaden zu übersehen. Zudem erklärte er am Ende des Buches, dass es sich dabei endgültig um seine letzte Kasperlgeschichte handle.
Am 7. Mai 2018 teilte der Thienemann-Esslinger Verlag mit, Preußlers Tochter Susanne Preußler-Bitsch habe im Jahre 2017 im Nachlass ihres 2013 verstorbenen Vaters ein Theaterstück namens Die Fahrt zum Mond entdeckt. Das Werk wurde irrtümlich als „bislang unbekannt“ eingeordnet und eine Erstaufführung für November 2018 im Düsseldorfer Schauspielhaus vorgesehen.
Als der Thienemann-Verlag ankündigte, das ursprünglich als Theaterstück konzipierte Der Räuber Hotzenplotz und die Mondrakete 2018 als Buchveröffentlichung herauszugeben, stellte sich heraus, dass die zugrundeliegende Geschichte unter anderem Titel bereits mehrfach publiziert worden war (Vater Mond darf nicht krank sein. Stuttgart 1967; Das große Reader’s-Digest-Jugendbuch 10. Stuttgart 1969). Die Erzählung erschien dann Ende Mai 2018 unter dem Titel Der Räuber Hotzenplotz und die Mondrakete.
Die ersten drei Bände wurden, wie die meisten Werke Preußlers, von dem Zeichner Franz Josef Tripp illustriert; der vierte Band in der Neuausgabe 2018 von Thorsten Saleina.
Die Bücher wurden in 34 Sprachen übersetzt (Beispiele: französisch: Le Brigand Briquambroque, italienisch: Il Brigante Pennastorta, spanisch: El bandido Saltodemata, türkisch: Haydut Haytazot) und über sechs Millionen Mal verkauft. Die drei Originalbände wurden auch als Kinderhörspiele auf Schallplatten, Audiocassetten und CDs veröffentlicht.

## Inhalt der Bücher

### Der Räuber Hotzenplotz
Der gerissene Räuber Hotzenplotz überfällt Kasperls Großmutter und raubt ihre Kaffeemühle, die für sie einen besonderen Wert darstellt, weil Kasperl und sein Freund Seppel ihr diese zum Geburtstag geschenkt haben. Außerdem kann die Kaffeemühle das Lieblingslied der Großmutter, Alles neu macht der Mai, spielen. Kasperl und Seppel beschließen, den Räuber Hotzenplotz zu fangen, da sie dies dem Wachtmeister Alois Dimpfelmoser nicht zutrauen. Um herauszufinden, wo der Räuber seinen Unterschlupf hat, füllen sie eine Holzkiste mit Sand und schreiben „Vorsicht Gold!“ darauf. Dann bohren sie ein Loch in den Kistenboden, das sie mit einem Streichholz verschließen. Nachdem sie die Kiste in den Wald gebracht haben, taucht der Räuber Hotzenplotz auf und wird sofort auf die Kiste aufmerksam. Die beiden ziehen das Streichholz heraus und bringen sich in Sicherheit. In dem Glauben, dass sich Gold in der Kiste befindet, schleppt der Räuber sie in seine Räuberhöhle. Dort entdeckt er den wahren Inhalt seiner Beute und die Spur, die der herausgerieselte Sand bis zu seinem Unterschlupf hinterlassen hat.
Hotzenplotz streut mit dem restlichen Sand aus der Kiste eine zweite Spur, die zu einer Fallgrube neben seiner Räuberhöhle führt. Als Kasperl und Seppel die zweite Spur entdecken, beschließen sie, sich zu trennen, und laufen dem Räuber in die Falle. Während Kasperl in die Grube fällt, bekommt Seppel eine Ladung Pfeffer aus der Pistole des Räubers verpasst. Anschließend sind die zwei Gefangene des Räubers. Weil beide unterwegs ihre Kopfbedeckungen getauscht haben, um nicht erkannt zu werden, werden sie nun vom Räuber Hotzenplotz miteinander verwechselt.
Kasperl stellt sich dumm, indem er Hotzenplotz’ Namen immer wieder falsch ausspricht. Das hat zur Folge, dass Hotzenplotz ihn für einen Beutel Schnupftabak an den Zauberer Petrosilius Zwackelmann verkauft. Dieser braucht einen Diener, der für ihn Kartoffeln schält (seine Leibspeise), da er es nicht schafft, deren Schale herunterzuzaubern. Als Kasperl Zwackelmanns Namen immer wieder falsch ausspricht, wird der Zauberer zwar wütend, hat aber damit die Bestätigung, dass sein neuer Diener zu dumm ist, um hinter seine Zaubergeheimnisse zu kommen. Nachts versucht Kasperl, aus dem Schloss des Zauberers zu fliehen, muss aber feststellen, dass dies nicht möglich ist, weil Zwackelmann dieses mit einem Bann belegt hat. Zwackelmann erwacht, schickt Kasperl ins Bett und droht Strafe an, wenn noch einmal seine Nachtruhe gestört werde. Währenddessen muss Seppel in der Räuberhöhle für Hotzenplotz arbeiten.
Als Zwackelmann einen Freund in Buxtehude besucht und Kasperl im Schloss allein lässt, hört dieser Hilferufe aus dem Keller. Kasperl geht zum Kellergewölbe hinunter, obwohl Schilder an den Türen das Betreten untersagen, und entdeckt dort in einem Unkenpfuhl eine Unke, die die menschliche Sprache beherrscht. Sie ist die Fee Amaryllis, die von Zwackelmann in eine Unke verwandelt worden ist und seitdem im Keller gefangengehalten wird. Sie bittet Kasperl darum, Feenkraut zu besorgen, das auf der Hohen Heide unter einer alten Wetterfichte wächst. Dann erklärt sie ihm, wie er den Bann brechen kann, um das Schloss verlassen zu können: Er muss einfach ein Kleidungsstück im Schloss zurücklassen. Kasperl lässt den Seppelhut zurück und macht sich auf den Weg zur Hohen Heide. Dort muss er auf den Mondaufgang warten, um das Feenkraut finden zu können, weil es im Mondlicht silbrig schimmert.
Inzwischen kehrt Zwackelmann aus Buxtehude zurück und muss feststellen, dass die Kartoffeln nicht geschält sind und Kasperl verschwunden ist. Er entdeckt den Seppelhut und will damit Kasperl herbeizaubern, da ihm das von jedem möglich ist, von dem er irgendetwas besitzt. Er zaubert aber nicht Kasperl herbei, den er wie Hotzenplotz für Seppel gehalten hat, sondern Seppel, den wahren Besitzer des Hutes. Von diesem wird er darüber aufgeklärt, wie die Verwechselung zustande gekommen ist. Zwackelmann will nun mit Hilfe der Kasperlmütze Kasperl herbeizaubern. Jedoch besitzt Seppel diese nicht mehr, weil Hotzenplotz sie verbrannt hat. Zwackelmann ist wütend auf den Räuber und zaubert ihn mit Hilfe seines Stiefels herbei, den Seppel in der Hand hält; er war gerade dabei, ihn zu putzen. Nach einem Streit verwandelt Zwackelmann den Räuber Hotzenplotz in einen Gimpel und sperrt ihn in einen Vogelkäfig. Seppel schickt er zum Kartoffelschälen in die Küche. Dann macht er sich auf den Weg, um Kasperl zu finden.
Kasperl kehrt mit dem Feenkraut ins Schloss zurück. Da dieses ihn unsichtbar macht, kann er sich unbemerkt in den Keller schleichen. Durch die Berührung mit dem Feenkraut verwandelt sich die Unke wieder in eine Fee zurück. Zwackelmann erscheint im Kellergewölbe, weil Kasperl die Kellertür hat offenstehen lassen und bekommt einen Wutanfall, worauf er in den Unkenpfuhl stürzt und stirbt. Kasperl bekommt von der Fee zum Dank einen Ring, mit dem er drei Wünsche frei hat. Er macht sich mit Seppel auf den Heimweg, wobei die beiden den in einen Gimpel verwandelten Hotzenplotz mitnehmen, um ihn bei Wachtmeister Dimpfelmoser abzuliefern. Die Fee zerstört das Schloss und kehrt ins Feenreich zurück.
Kasperl wünscht sich unterwegs mit Hilfe des Ringes nicht nur die geraubte Kaffeemühle herbei, die nun Alles neu macht der Mai sogar zweistimmig spielt, sondern auch eine neue Kasperlmütze. Mit dem dritten Wunsch verwandelt er den Gimpel in Dimpfelmosers Büro wieder in den Räuber Hotzenplotz zurück. Dimpfelmoser nimmt den Räuber fest und sperrt ihn ins Spritzenhaus. Kasperl und Seppel bekommen für die Ergreifung des Räubers eine Belohnung.

### Neues vom Räuber Hotzenplotz
Dem Räuber Hotzenplotz gelingt es, sich aus dem Spritzenhaus zu befreien, indem er Dimpfelmoser (der inzwischen zum Oberwachtmeister befördert wurde) vorspielt, eine „Blinddarmverrenkung“ zu haben. Der Räuber flüchtet in der Uniform des Polizisten und wird von Kasperls Großmutter zunächst für Dimpfelmoser gehalten. Prompt überfällt er die alte Dame. Dieses Mal nimmt er aber nichts mit, sondern isst sich bei ihr an Bratwurst und Sauerkraut satt, dem Essen, das sie für Kasperl und Seppel zubereitet hat. Dimpfelmoser liegt hilflos im Spritzenhaus, nur noch mit Unterwäsche bekleidet, in einen Feuerwehrschlauch eingewickelt und mit einem Löscheimer, der über seinen Kopf gestülpt ist. Deshalb klingt seine Stimme dumpf und fremd, als Kasperl und Seppel am Spritzenhaus vorbeikommen und seine Hilferufe hören.
Die beiden glauben ihm nicht, dass er der von Hotzenplotz überwältigte Dimpfelmoser ist, sondern vermuten einen Täuschungsversuch des gefangenen Hotzenplotz. Erst als sie bei der Großmutter von Hotzenplotz’ Überfall erfahren, kehren sie zum Spritzenhaus zurück und befreien Dimpfelmoser aus seiner misslichen Lage. Sie bringen ihn zur Großmutter, wobei sie seine Blöße mit einem Gurkenfass verdecken, und besorgen ihm seine Ausgeh-Uniform als Ersatz für die gestohlene. Dimpfelmoser, Kasperl und Seppel wollen den Räuber Hotzenplotz mit einer Schatzkarte ins Spritzenhaus locken, um ihn dort wieder einzusperren. Doch es kommt alles anders, denn Hotzenplotz durchschaut den Plan. Kasperl und Seppel schlagen versehentlich Dimpfelmoser nieder und ziehen ihm seine Uniform aus, weil sie ihn für Hotzenplotz halten. Dieser überrumpelt Kasperl und Seppel, sperrt alle drei im Spritzenhaus ein und flieht mit Dimpfelmosers Fahrrad. Als Dimpfelmoser wieder zu Bewusstsein kommt, verzeiht er Kasperl und Seppel ihren Fehler. Sie befreien sich wieder, indem sie mit dem Feuerwehrauto die Wand des Spritzenhauses durchbrechen. Dann fahren sie schnellstens zur Großmutter, weil sie befürchten, dass der Räuber Hotzenplotz diese ein drittes Mal überfallen wird.
Tatsächlich hat der Räuber Hotzenplotz die Großmutter noch einmal aufgesucht – dieses Mal, um sie zu entführen und Lösegeld zu erpressen. Er bringt sie in seine Räuberhöhle, wo sie für ihn den Haushalt machen muss. Dimpfelmoser, Kasperl und Seppel finden im Haus der Großmutter einen Brief von Hotzenplotz mit der Lösegeldforderung, die so hoch ist wie die Belohnung, die Kasperl und Seppel für die Ergreifung des Räubers bekommen haben. Kasperl und Seppel wollen Hotzenplotz das Lösegeld übergeben. Doch obwohl Hotzenplotz der Großmutter versprochen hat, sie wieder freizulassen, wenn er das Lösegeld bekommen hat, nimmt er Kasperl und Seppel bei der Lösegeldübergabe gefangen und schleppt sie ebenfalls zur Räuberhöhle. Unterdessen verfolgt Dimpfelmoser das Geschehen mit Hilfe der magischen Kristallkugel der Witwe Portiunkula Schlotterbeck, einer Wahrsagerin. Als er wutentbrannt über die Dreistigkeit des Räubers auf den Tisch haut, verdunkelt sich jedoch die Kristallkugel, die keine Erschütterung verträgt, und er sieht nicht mehr, wohin Kasperl und Seppel gebracht werden.
Dimpfelmoser macht sich mit Wasti auf die Suche nach Kasperl und Seppel. Wasti ist der ehemalige Langhaardackel der Witwe Schlotterbeck, den sie aus Versehen in ein Krokodil verwandelt hat, als sie sich an der Hexerei versuchte. Großmutter muss für den Räuber Hotzenplotz Schwammerlsuppe kochen. Als Hotzenplotz die Suppe isst, behaupten seine drei Gefangenen, dass sich „Knallpilze“ in der Suppe befänden, die dazu führen könnten, dass der Bauch platze. Dies könne man nur verhindern, indem man sich einen Strick um den Bauch binde. Hotzenplotz fällt auf den Schwindel herein und lässt sich fesseln. Leider kommen die drei aber nicht an den Schlüssel für ihre Fußfesseln heran, weil Hotzenplotz den Schlüssel in der Brusttasche trägt und diese von seinen gefesselten Händen verdeckt wird. Zum Glück erscheint Dimpfelmoser mit Wasti; beim Anblick von Wasti ergibt sich Hotzenplotz sofort und lässt sich von Dimpfelmoser festnehmen. Kasperl und Seppel bekommen ihr Geld zurück und führen Hotzenplotz mit Großmutter, Dimpfelmoser und Wasti an einer jubelnden Menschenmenge vorbei zur Polizeistation. Dieses Mal wird Hotzenplotz nicht ins Spritzenhaus gesperrt, sondern gleich in ein sicheres Gefängnis gebracht. Großmutter serviert zum Abendbrot Bratwurst mit Sauerkraut.

### Hotzenplotz 3
Hotzenplotz wird wegen guter Führung vorzeitig aus der Haft entlassen und beschließt, seinen Räuberberuf an den Nagel zu hängen. Er besucht Kasperls Großmutter, um sich bei ihr für seine Taten zu entschuldigen. Großmutter traut ihm aber nicht, überlistet ihn und sperrt ihn in ihrer Waschküche ein. Der inzwischen zum Hauptwachtmeister beförderte Dimpfelmoser erscheint, muss Hotzenplotz aber laufen lassen, da es keine Anzeichen für einen Überfall gibt und Hotzenplotz seine vorzeitige Haftentlassung schriftlich belegen kann. Dimpfelmoser will ihn aber im Auge behalten und sucht zusammen mit Kasperl und Seppel die Witwe Schlotterbeck auf, um Hotzenplotz mit Hilfe ihrer magischen Kristallkugel polizeilich zu überwachen. Sie beobachten, wie er seine Schießpulvervorräte und seine Waffen aus der Räuberhöhle schafft, können aber die Geschehnisse nicht weiter verfolgen, da es dunkel wird.
Dimpfelmoser bittet die Witwe Schlotterbeck, Hotzenplotz weiter zu beobachten, sobald es am Morgen wieder hell geworden sei. Kasperl und Seppel machen sich am nächsten Morgen auf den Weg, um Hotzenplotz zu fangen, da sie vermuten, dass er neue Straftaten plant. Auf dem Weg zu seiner Räuberhöhle bauen sie eine Falle, indem sie einen Sandsack mit einem Seil an einen Baum hängen und das Seilende über den Boden spannen, sodass der Sandsack herunterfällt, wenn man gegen das Seil läuft. Als Seppel sich von der einwandfreien Funktion der Falle überzeugen will, fällt ihm der Sandsack auf den Kopf und er bleibt ohnmächtig liegen. Hotzenplotz erscheint und bringt Seppel mit einer Prise Schnupftabak wieder auf die Beine. Er kann Kasperl und Seppel davon überzeugen, dass er ein ehrlicher Mann werden will, indem er vor den Augen der beiden sein gesamtes Schießpulver in die Luft jagt und anschließend mit ihnen zusammen seine Waffen im Moor versenkt. Danach sitzen die drei am Lagerfeuer zusammen, genießen den von Hotzenplotz zubereiteten „Räuberschmaus“ und diskutieren über die Zukunft des ehemaligen Räubers, der noch nicht so recht weiß, wie er sie gestalten soll, da er außer der Räuberei nichts gelernt hat.
Als es bereits wieder dunkel wird, machen sich Kasperl und Seppel auf den Heimweg und werden von Hotzenplotz bis zum Stadtrand begleitet. Dort entdecken die drei einen Steckbrief mit aktuellem Datum. Hotzenplotz wird vorgeworfen, bei der Witwe Schlotterbeck eingebrochen zu sein und ihre Kristallkugel gestohlen zu haben. Kasperl und Seppel verstecken Hotzenplotz im Haus der Großmutter, bis seine Unschuld bewiesen ist. Am nächsten Tag suchen sie die Witwe Schlotterbeck auf, um den Fall zu klären. Dort erfahren sie, dass Dimpfelmoser sich mit Wasti, dem in ein Krokodil verwandelten Langhaardackel der Witwe, auf die Suche nach Hotzenplotz gemacht hat.
Schließlich finden Kasperl und Seppel die Kristallkugel in Wastis Hundehütte. Offenbar hat Wasti sie mit einem Kürbis verwechselt. Dabei klärt sich auch auf, warum bei der Großmutter im Garten zwei Kürbisse fehlen. Diese wurden nicht von Hotzenplotz gestohlen, sondern Kasperl und Seppel haben sie mitgenommen und Wasti gegeben. Sie wussten nicht, dass die Großmutter ihre Kürbisse regelmäßig nachzählt und es besondere Kürbisse sind, die sie nach einem Geheimrezept züchtet. Als Kasperl und Seppel Hotzenplotz aus seinem Versteck holen wollen, da nun seine Unschuld bewiesen ist, ist der ehemalige Räuber verschwunden und hat eine Nachricht hinterlassen, in der er die Absicht ankündigt, nach Amerika auszuwandern.
Kasperl und Seppel wollen Hotzenplotz suchen, benötigen dafür aber Wasti. Also suchen sie zuerst Dimpfelmoser, der von Wasti ins Moor geführt wurde, wo Hotzenplotz mit Kasperl und Seppel seine Waffen versenkt hat. Dimpfelmoser droht im Moor zu versinken, Kasperl und Seppel erscheinen aber gerade noch rechtzeitig, um ihn zu retten. Sie klären ihn darüber auf, dass sich die Kristallkugel wiedergefunden habe und Hotzenplotz unschuldig sei, schicken ihn nach Hause und nehmen Wasti mit. Schließlich finden sie Hotzenplotz auf der Hohen Heide, wo das Feenkraut wächst, und können ihn dazu überreden, zu bleiben. Wasti schnüffelt am Feenkraut und verwandelt sich dadurch in einen Langhaardackel zurück. Daraufhin lädt die Witwe Schlotterbeck alle zu einer Feier ein und wirft für Hotzenplotz, der immer noch nicht weiß, wie er sich auf ehrliche Weise sein Brot verdienen soll, einen Blick in die Zukunft. Sie sieht voraus, dass er das Wirtshaus „Zur Räuberhöhle im Wald“ eröffnen wird.
Der Roman erscheint seit den 2020er Jahren auch unter dem Titel [Der Räuber Hotzenplotz –] Schluss mit der Räuberei.

### Der Räuber Hotzenplotz und die Mondrakete
Die Geschichte ist zeitlich zwischen dem ersten und dem zweiten Band angesiedelt. Dies gab Susanne Preußler-Bitsch, Tochter von Otfried Preußler, im Rahmen eines Interviews mit dem Düsseldorfer Schauspielhaus im Jahre 2018 an.
Hotzenplotz ist wieder einmal aus dem Spritzenhaus ausgebrochen, weil Wachtmeister Dimpfelmoser vergessen hat, den Riegel vorzulegen. Umgehend verhängt Dimpfelmoser eine amtliche Ausgangssperre, bis der Unhold wieder gefasst ist. Seppel und Kasperl sind fest entschlossen, ihn wieder einzufangen. Inspiriert durch Seppels Bemerkung, dass er Hotzenplotz auf den Mond schießen würde, entwickelt Kasperl einen Plan. Sie bauen aus Kartons und Klebeband eine vorgebliche Mondrakete zusammen und fahren mit dieser, einem Sack und Stricken auf dem Handwagen in den Wald. Um Hotzenplotz auf sich aufmerksam zu machen, streiten sie sich dabei demonstrativ, wer zuerst mit der Rakete zum Mond fliegen soll; dieser bestehe nämlich aus Silber, das keiner dem anderen gönnt. Wie beabsichtigt, wird Hotzenplotz auf sie aufmerksam, fällt auf ihren Trick herein und will sie zwingen, ihn mit der Rakete zum Mond zu schießen. Unter dem Vorwand, ihm einen Raumanzug und eine Sicherheitsleine anzulegen, gelingt es Kasperl und Seppel, Hotzenplotz in einen Sack zu stecken und zu fesseln. In der Rakete auf dem Handwagen bringen sie ihn zurück in die Stadt, wo Wachtmeister Dimpfelmoser sich bei ihnen für ihren Einsatz bedankt.

## Adaptionen

### Verfilmungen
1966 brachte die Augsburger Puppenkiste die Geschichte auf die Marionettenbühne und damit ins Fernsehen (in dieser Verfilmung wurde im Augsburger Dialekt gesprochen). 1974 wurde Der Räuber Hotzenplotz unter der Regie von Gustav Ehmck mit Gert Fröbe in der Hauptrolle verfilmt. 1979 wurde der zweite Teil (Neues vom Räuber Hotzenplotz) – mit komplett neuer Besetzung – für die Leinwand adaptiert. 1989 wurde Der „Räuber Hotzenplotz“ unter der Regie von Fang Run Nan unter anderem vom Shanghai Film Studio in China verfilmt. Es handelte sich um einen chinesischsprachigen Puppentrickfilm, dessen Titel „Der große Räuber“ (chin. 大盗贼) heißt. 2006 fand Der Räuber Hotzenplotz, diesmal gespielt von Armin Rohde, unter der Regie von Gernot Roll erneut den Weg auf die Leinwand. 2022 kam eine weitere Neuverfilmung in die Kinos.

#### Sprecher der Verfilmung der Augsburger Puppenkiste
| Rolle                            | Stimme                        |
| -------------------------------- | ----------------------------- |
| Räuber Hotzenplotz               | Walter Schellemann            |
| Kasperl                          | Manfred Jenning               |
| Seppl                            | Max Bößl                      |
| Großmutter                       | Margot Schellemann            |
| Wachtmeister Alois Dimpfelmoser  | Franz R. Miller               |
| Zauberer Petrosilius Zwackelmann | Walter Oehmichen              |
| Amaryllis (als Unke)             | Rose Oehmichen                |
| Amaryllis (als Fee)              | Hannelore Marschall-Oehmichen |
| Amaryllis (Gesang)               | Anneliese Steiner             |
| Zauberspiegel                    | Manfred Jenning               |

1967 synchronisierte die Augsburger Puppenkiste die Verfilmung neu; in jener Version wurde mehr hochdeutsch gesprochen, zudem sprach Hanns-Joachim Marschall den Wachtmeister.

### Puppenspiel-Inszenierungen (Auswahl)
- De Poppenspeeler (Bühne Kurt Seiler, Hannover)
- Augsburger Puppenkiste (Bühne Walter Oehmichen, Augsburg)
- Die Hohnsteiner (Bühne Harald Schwarz, Essen)
- Figurentheater Köln (Bühne Andreas Blaschke, Köln)
- Teutoburger Puppenbühne (Bühne Bernd Kühnel, Bielefeld)
- Kammerpuppenspiele (Bühne Stefan Kühnel, Bielefeld)
- Puppentheater Luna (Bühne Rudi Piesk, Hörlitz)

### Bühne
- 1998 führten die Freilichtspiele Bad Bentheim Räuber Hotzenplotz als Kinderstück auf.
- 1999 wurde der Räuber Hotzenplotz auf der Freilichtbühne des Naturtheater Heidenheim aufgeführt.
- Das Theater Ulm brachte in der Weihnachtszeit 2018 den Räuber Hotzenplotz unter Regie von Valentin Stroh in einer Fassung für Kinder ab sechs Jahren auf die Bühne.[7]
- Das Schauspiel Wuppertal/Wuppertaler Bühnen zeigte den Räuber Hotzenplotz als Familienstück in der Spielzeit 2017/18 in der Fassung von Regisseurin Jean Renshaw und Peter Wallgram.[8]
- Der Komponist Andreas Tarkmann verarbeitete den Stoff zu einer Kinderoper, deren Uraufführung im Jahre 2009 unter Michael Schmitz-Aufterbeck am Theater Aachen stattfand.
- Die Gruppe Showcase Beat Le Mot entwickelte aus dem Stoff eine mehrfach ausgezeichnete Performance für Kinder ab 6 Jahren, die im März 2007 Premiere im Berliner Theater an der Parkaue hatte.
- Die Badische Landesbühne zeigte Räuber Hotzenplotz und die Mondrakete als Familienstück im Jahre 2019/20[9]
- Das Naturtheater in Heidenheim spielt 2024 erneut den Räuber Hotzenplotz. Hierfür gibt es eine eigene Fassung, in der die Teile 1 und 2 als ein Gesamtstück aufgeführt werden.[10]

### Hörspiel
Ab 1970 wurden sechs Hörspiele im Karussellverlag auf Vinylplatte veröffentlicht, ab 1984 auf Kassette. Hörspielbearbeitung, Musik, Produktion und Regie übernahm Egon L. Frauenberger. Er erhielt die weltweit erste Goldene Schallplatte für ein Hörspiel (Der Räuber Hotzenplotz).
1. Der Räuber Hotzenplotz (1970)
2. Neues vom Räuber Hotzenplotz (1971)
3. Neue Abenteuer mit dem Räuber Hotzenplotz (1971)
4. Der Hotzenplotz geht um (1971)
5. Hotzenplotz ist wieder da (1974)
6. Keine Angst vor Hotzenplotz (1974)

Dabei entspricht Folge 1 dem ersten Buch, die Folgen 2 bis 4 dem zweiten Buch und die Folgen 5 und 6 dem dritten Buch. In Folge 1 ist die Handlung gegenüber dem Buch gerafft und in den Folgen 2 bis 4 stark gedehnt (durch Lieder, Wiederholungen etc.).
Erzähler: Hans Baur;  Kasperl: Axel Muck (bis Folge 4), Paul Lasner (ab Folge 5);  Seppel: Hans Bergmann;  Großmutter: Ulla Christ (Folge 1), Alice Franz (ab Folge 2);  Räuber Hotzenplotz: Michael Gahr (bis Folge 4), Walter Ofiera (ab Folge 5);  Zauberer: Ado Riegler (Folge 1);  Unke/Fee: Barbara Eff (Folge 1);  Wachtmeister Dimpfelmoser: Lutz Bajohr (Folge 1), Paul Friedrichs (Folgen 2–4), Gerhard Kittler (ab Folge 5);  Frau Schlotterbeck: Else Sommer (Folge 4), Irene Naef (ab Folge 5).
Ein alternatives Hörspiel unter dem Titel Der Räuber Hotzenplotz erschien 1974. Dabei handelte es sich um einen Zusammenschnitt von Liedern und Szenen aus dem Kinofilm desselben Jahres.
2008 wurde von Karussell eine neue Hörspielversion produziert, bei der Dietmar Bär den Räuber Hotzenplotz übernommen hat. Weitere Rollen wurden mit Johanna von Koczian (Großmutter) und Ilja Richter (Petrosilius Zwackelmann) besetzt. Als Sammelausgabe wurde das Ganze 2012 auf einer 6-CD-Box veröffentlicht.
2020 veröffentlichte der Verlag Silberfisch von Hörbuch Hamburg eine weitere Neuvertonung. Unter anderem wird Hotzenplotz von Charly Hübner gesprochen, Kasperl von Tim Kreuer und Zwackelmann von Jens Wawrczeck.

### Planetarium
2019 produzierte die HO3RRAUM Media GbR eine 360°-Fassung von Der Räuber Hotzenplotz und die Mondrakete speziell für Planetarien und Mediendomes. Unter der Bildregie von Claire Dorweiler wurden Thorsten Saleinas Original-Buchillustrationen speziell für das sog. Fulldome-Format neu arrangiert und animiert. Erzählt wird die Geschichte in der rund 50-minütigen Version des WDR-Hörspiels von 2018. Sie wird ergänzt um einen 7-minütigen didaktischen Filmteil zum Thema Mondflug, gesprochen von Felix Vörtler, der Stimme des Wachtmeisters Dimpfelmoser.

## Ausgaben
Alle Bücher sind im Thienemann Verlag erschienen.
- Der Räuber Hotzenplotz. 1962, 3-522-10590-7.
- Neues vom Räuber Hotzenplotz. 1969, ISBN 3-522-11520-1.
- Hotzenplotz 3. 1973, ISBN 3-522-11980-0.
- Der Räuber Hotzenplotz und die Mondrakete. ISBN 978-3-522-18510-3, ursprünglich als Puppenspiel (bereits 1967 und 1969 veröffentlicht),[6] wiederentdeckt im Nachlass und zur Vorlesegeschichte ergänzt von Susanne Preußler-Bitsch, erschienen 2018.[15]

2012 erschienen bei Karussell die drei ersten Hotzenplotz-Bücher als Hörbuch. Gelesen wurden sie von Armin Rohde.

## Forschungsliteratur
- Heide Hollmer: Der Räuber Hotzenplotz. In: Anke Christensen, Olaf Koch (Hrsgg.): Neue Lesarten ausgesuchter Texte der Kinder- und Jugendliteratur. Literaturwissenschaftliche Erkundungen von der Biene Maja bis hin zu Tschick. Peter Lang, Berlin 2021, ISBN 978-3-631-81773-5, S. 97–109.